# Yangsha Pao
Yangsha Pao (kinesiska: 洋沙泡) är en sjö i Kina. Den ligger i provinsen Jilin, i den nordöstra delen av landet, omkring 290 kilometer nordväst om provinshuvudstaden Changchun. Yangsha Pao ligger 131 meter över havet. Arean är 35 kvadratkilometer. Trakten runt Yangsha Pao består i huvudsak av gräsmarker. Den sträcker sig 7,7 kilometer i nord-sydlig riktning, och 5,8 kilometer i öst-västlig riktning.
Genomsnittlig årsnederbörd är 605 millimeter. Den regnigaste månaden är juli, med i genomsnitt 204 mm nederbörd, och den torraste är januari, med 4 mm nederbörd.